# Paso Salar de Ollagüe
Paso Salar de Ollagüe es un paso ferroviario y carretero entre la República de Chile y la República de Bolivia, del lado chileno se accede al paso por la ruta 21-CH la que es transitable todo el año, esta zona chilena corresponde a la II Región de Antofagasta. La atención policial más cercana se encuentra en Ollagüe a sólo 2 km del paso internacional. La altura del paso es de 3695 m s. n. m., el horario de atención al público es de 08:00 a 20:00 y se permiten todo tipo de trámites aduaneros.